# Zyzomys pedunculatus
Zyzomys pedunculatus або центральноавстралійський скельний щур — вид мишоподібних гризунів родини мишеві (Muridae). Є ендеміком Австралії.

## Опис
Це невеликий гризун, довжина його тіла без врахування хвоста становить від 19,6 до 14,9 см; до 30 см з врахуванням хвоста. Важить звір від 50 до 120 грам. Забарвлення шерсті жовтувато-коричневе, живіт дещо блідіший. Особливістю цього виду є покритий шерстю хвіст і дещо довші вуха. Сам хвіст, як і в інших представників роду Zyzomys, слугує для накопичення жиру; він має товсту основу.

## Екологія і спосіб життя
Zyzomys pedunculatus веде наземний, нічний спосіб життя. Харчується здебільшого насінням, хоча може споживати і стебла (особливо в період посухи) і невеликих безхребетних. Гризун віддає перевагу кварцитовим грядам і осипам, порослим тровою і чагарником, з невеликою кількістю дерев. Коли популяція гризунів збільшується, то вони можуть заселяти і більш різноманітні середовища.
Про розмноження цього виду гризунів відомо небагато. В неволі самки народжували від 1 до 4 мишенят. В дикій природі вагітних самок спостерігали в березні. квітні, травні і листопаді. Імовірно, вони розмножуються впродовж всього року. Представники споріднених видів досягають статевої зрілості у віці 5-6 місяців і живуть 2-3 роки; імовірно, це відноситься і до Zyzomys pedunculatus.

## Поширення і збереження
Zyzomys pedunculatus є ендеміком невеликої області гірського хребта Макдоннелл в центральній частині Австралії. З 1999 року ареал виду скоротився більш ніж на 80%. Найбільшими загрозами є пожежі і хижаки, такі як здичавілі коти, собаки, інтродуковані лиси.
З 1960 по 1996 рік жодного екземпляра цього виду не було помічено. Вид вважався вимерлим, поки в 1996 році не була спіймана тварина, ідентифікована, як Zyzomys pedunculatus. Пізніше гризунів цього виду було знайдено ще в 15 місцях. Загальна чисельність виду невідома, однак, за оцінками, зробленими в 2014 році, гризунів залишилось менше 1000 одиниць. Більшість популяції мешкає на території національного парку Вест-Макдоннелл.
МСОП вважає цей вид таким. що знаходиться на межі зникнення. Конвенція CITES наводить цей вид в додатку I.
Для захисту цього виду необхідний ефективний контроль щодо можливих небезпек і заходи з реінтродукції.